# 三月の水 (アルバム)
『三月の水』（原題: João Gilberto）は、ジョアン・ジルベルトが1973年に発表したアルバム。ジルベルトは1961年にも同じ「João Gilberto」というタイトルのアルバムを発表しているため、日本以外ではしばしば「ホワイト・アルバム」と呼ばれる。

## 概要
録音は1972年9月から1973年3月にかけてニューヨークで行われた。演奏はジルベルトのギターとソニー・カーのパーカッションのみ。ジルベルトの妻のミウシャ（Miúcha）は「イザウラ」で彼とともに歌った。
アルバムの邦題となった「三月の水」はアントニオ・カルロス・ジョビンが1972年に書いた曲である。「夜明けのベランダ」はカエターノ・ヴェローゾの曲、「バイーア生まれ」はジルベルト・ジルの曲である。
レコーディング・エンジニアとミキサーはシンセサイザー奏者のウェンディ・カルロスが務めた。プロデューサーは『スウィッチト・オン・バッハ』（1968年）以来カーロスのすべてのアルバムをプロデュースしてきたレイチェル・エルカインド。カーロスとエルカインドはマイクを非常に近接させて録音し、オーバーダビングを施さずにレコードを制作した。

## 収録曲
Side 1
1. 三月の水 - Águas de Março (Antônio Carlos Jobim) - 5:23
2. ウンディユ - Undiú (João Gilberto) - 6:37
3. バイア (靴屋の坂道で) - Na Baixa do Sapateiro (Ary Barroso) - 4:43
4. 夜明けのベランダ - Avarandado (Caetano Veloso) - 4:29
5. 偽りのバイーア娘 - Falsa Baiana (Geraldo Pereira) - 3:45

Side 2
1. 喜びのサンバ - Eu Quero um Samba (Janet de Almeida, Haroldo Barbosa) - 4:46
2. バイーア生まれ - Eu Vim da Bahia (Gilberto Gil) - 5:52
3. べベル - Valsa (Como são Lindos os Youguis) (Bebel) (João Gilberto) - 3:19
4. 許してあげよう - É Preciso Perdoar (Alcivando Luz, Carlos Coqueijo) - 5:08
5. イザウラ - Izaura (Roberto Roberti, Herivelto Martins) - 5:28